# متلازمة السمية
متلازمة السمية هي متلازمة ناتجة عن مستويات خطيرة للسموم في الجسم . و قد صيغ هذا المصلح عام 1970 من قبل موفنسون و غرينشر. و غالباً ما يكون نتيجة جرعة زائدة من العقاقير، الأعراض الشائعة تشمل الدوخة ، الارتباك، الغثيان ، التقيؤ و الابصار التذبذبي . متلازمة السمية قد تشير إلى حالة طبية طارئة تتطلب العلاج في مركز مراقبة السموم . بصرف النظر عن التسمم فإن الإصابة بجهاز الدوران أيضاً قد تؤدي إلى هذه المتلازمة . متلازمة السمية الكلاسيكية موضحة أدناه، لكنها غالباٌ ما تكون متغيرة  أو محجوبة عن طريق تناول أدوية متعددة 
| الأعراض                    | BP     | HR     | RR     | Temp   | حجم البؤبؤ | أصوات الأمعاء | التعرق |
| -------------------------- | ------ | ------ | ------ | ------ | ---------- | ------------- | ------ |
| مضادات الكولين             | ~      | ارتفاع | ~      | ارتفاع | ارتفاع     | نقصان         | نقصان  |
| الكولين                    | ~      | ~      | ~      | ~      | نقصان      | زيادة         | زيادة  |
| المهلوسات                  | ارتفاع | ارتفاع | ارتفاع | ~      | ارتفاع     | ارتفاع        | ~      |

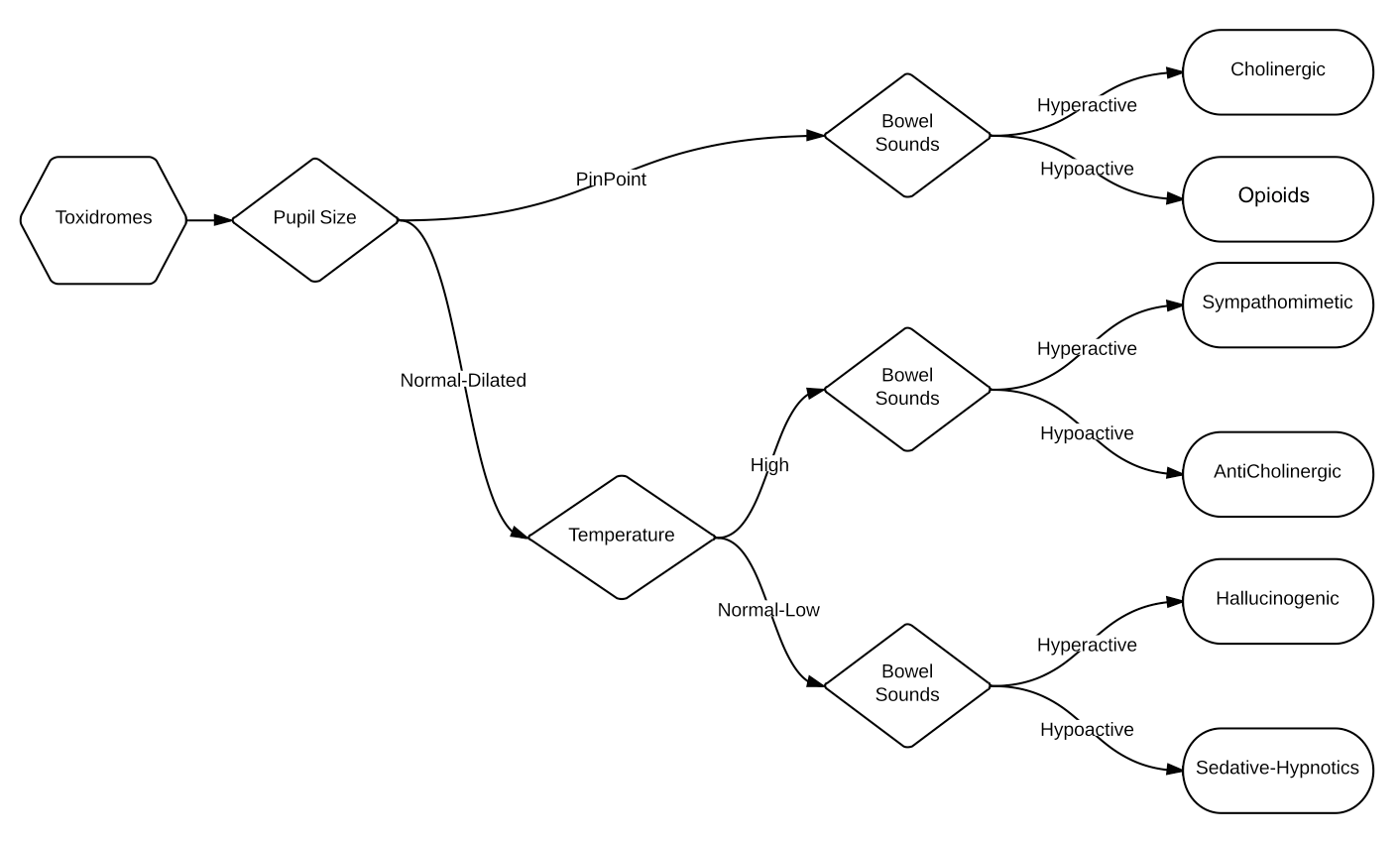

| محفزات الجهاز العصبي الودي | ارتفاع | ارتفاع | ارتفاع | ارتفاع | ارتفاع     | ارتفاع        | ارتفاع |
| المسكنات المنومة           | انخفاض | انخفاض | انخفاض | انخفاض | ~          | نقصان         | نقصان  |

## مضادات الكولين
إن أعراض متلازمة السمية من هذا النوع تشمل عدم وضوح الرؤية، غيبوبة ، انخفاض أصوات الأمعاء ، الهذيان ، جفاف الجلد ، حمى ، بيغ، هلوسة، العلوص ( انسداد الأمعاء ) ، فقدان الذاكرة، إتساع حدقة العين، الذهان ، نوبات صرع و احتباس البول . أما المضاعفات فتشمل ارتفاع ضغط الدم، ارتفاع حرارة الجسم و عدم انتظام دقات القلب . المواد التي قد تتسبب بالإصابة بمتلازمة السمية تشمل أربعة مضادات من أدوية مضادات الهستامين ، مضادات الذهان ، مضادات الإكتئاب و مضادات الباركنسون. و كذلك الأتروبين ، بنزوتروبين، الداتورة و السكولولامين .

## الكولينية
وتشمل أعراض متلازمة السمية الكولينية نقصان في عدد خلايا الشعبة الهوائية، والارتباك ، التغوط، تعرق غزير، والإسهال ، التقيؤ ، دمعان، تقبض الحدقة، تحزم العضلات، واللعاب، والمضبوطات، و التبول، والضعف. وتشمل المضاعفات بطء القلب، انخفاض حرارة الجسم، و تسرع النفس . المواد التي قد تسبب هذه المتلازمة تشمل الكرباميت، والفطر ، و الفوسفات العضوية .
المصطلحات الشائعة لحالات تسمم الفسفات العضوي تشتمل على «القاتل B» من بطء القلب، نقصان في عدد خلايا الشعبة الهوائية و تشنج قصبي لأنها هي السبب الرئيسي للوفاة ، والحمأة - سيلان اللعاب، دمعان، التبول، الإسهال، مشاكل الجهاز الهضمي، و التقيؤ 
المصطلح البديل هو DUMBBELLSS - الاسهال، التبول، تقبض الحدقة، بطء القلب، التشنج القصبي التقيؤ، دمعان والخمول، و سيلان اللعاب و التشنج [ بحاجة لمصدر ]

## الهلوسة
أعراض متلازمة السمية الهلوسية تشمل الارتباك، و الهلوسة، و أصوات الأمعاء بشكل مفرط ، والذعر، و التشنجات. وتشمل مضاعفات ارتفاع ضغط الدم و عدم انتظام دقات القلب، و تسرع النفس . المواد التي قد تسبب هذه المتلازمة تشمل الأمفيتامينات المستبدلة، الكوكايين، و فينسيكليدين.

## الأفيونية
أعراض متلازمة السمية الأفيونية تشمل الثالوث الكلاسيكي من الغيبوبة، انقباض البؤبؤ ، و صعوبة التنفس وكذلك القدرات العقلية تتغير، صدمة ، وذمة رئوية و عدم استجابتها . وتشمل المضاعفات بطء القلب، انخفاض ضغط الدم، و انخفاض حرارة الجسم. المواد التي قد تسبب هذه المتلازمة هي المواد الأفيونية .

## المهدئات/المنومات
و تشمل أعراض متلازمة السمية المهدئة/المنومة ترنح، و عدم وضوح الرؤية، والغيبوبة ، والارتباك والهذيان، تدهور وظائف الجهاز العصبي المركزي، شفع ، ضعف الحس، والهلوسة، رأرأة ، مذل ، التخدير وثقل اللسان، و ذهول . توقف التنفس أثناء هو اختلاط المحتملة . المواد التي قد تسبب هذه المتلازمة تشمل مضادات الاختلاج، الباربيتورات، البنزوديازيبينات، وحمض غاما - هيدروكسي، ميثاكوالون، والايثانول. في حين أن معظم المنومة، هي مضاد، بعض مثل GHB و ميثاكوالون بدلا تخفيض عتبة الحجز، و ذلك يمكن أن يسبب النوبات المتناقضة في جرعة زائدة.

## الجهاز العصبي الودي
وتشمل أعراض متلازمة السمية الودية القلق و الأوهام، تعرق غزير، فرط المنعكسات، توسيع حدقة العين، وجنون العظمة، انتصاب الشعر، و المضبوطات. وتشمل مضاعفات ارتفاع ضغط الدم ، و عدم انتظام دقات القلب . وتشمل المواد التي قد تسبب هذه المتلازمة هي سالبوتامول والأمفيتامينات والكوكايين و الايفيدرين ( ما هونغ ) والميثامفيتامين، الفنيل بروبانول امين ( من PPA) ، والسودوإيفيدرين . قد يبدو مشابهة جدا لمتلازمة السمية لمضادات الكولين، ولكن يتميز بأصوات الأمعاء بشكل مفرط والتعرق.